# 大災難家
是一部2017年美國傳記喜劇片，由詹姆斯·法蘭科執導，並由史葛·諾伊史達特及米高·H·偉柏編劇，電影改編自葛瑞·賽斯特羅和湯姆·比塞爾著作的2013年非虛構作品《災難藝術家》。內容記錄了嶄露頭角的演員賽斯特羅及導演湯米·維索之間的一段不太可能的友誼，以及被廣泛認為是有史以來最糟糕電影之一的《瘟室》，其背後的發展和製作歷程。電影由詹姆斯·法蘭科與其兄弟戴夫·法蘭科分別飾演湯米·維索及葛瑞·賽斯特羅，以及塞斯·羅根（亦擔任製作人）、柴克·艾弗隆、愛麗遜·巴妮、艾莉·葛瑞那、祖舒·夏捷臣及積琪·韋花擔任配角。
電影於2015年12月8日在洛杉磯開始正式拍攝。該片在拍攝途中於2017年3月12日於西南偏南上首映，並後來於9月11日的《2017年多倫多國際影展》上放映，也在《聖塞瓦斯蒂安國際電影節》上放映，成為繼2007年的《千年敬祈》後，首部美國電影贏得它的最高榮譽—「金貝殼獎」。
電影於美國由A24發行，而華納兄弟則負責國際發行。《大災難家》於2017年12月1日作有限上映，隨後於2017年12月8日才廣泛上映。《大災難家》獲得影評人及觀眾的一致好評，詹姆斯·法蘭科飾演湯米·維索的演技，以及電影的幽默感和劇本都獲讚賞；電影並獲選為《國家評論協會》的2017年「十大電影」之一；此外，在第75屆金球獎上，該片入圍了最佳音樂及喜劇電影，而詹姆斯·法蘭科贏得最佳音樂及喜劇類電影男主角；其中，法蘭科被提名競逐《第24屆美國演員工會獎》的最佳男主角，而電影則獲得《第90屆奧斯卡金像獎》奧斯卡最佳改編劇本獎的提名。

## 劇情
1998年，19歲的葛瑞·賽斯特羅與吉恩·謝爾頓在三藩市的演藝班裡認識湯米·維索，謝爾頓批評湯米於《慾望號街車》中的演技為拖延及古怪的，然而葛瑞對湯米於舞台上無所畏懼的表現感到印象深刻，二人從此成為朋友。在湯米的建議下，葛瑞跟他搬到洛杉磯拋追尋演藝事業。葛瑞發現湯米的財力足以在三藩市及洛杉磯買下物業，但湯米從不會跟別人談論其私人生活及財富來源。
湯米一直被代理人、演藝導師、試鏡導演及製片人拒絕合作，亦因為他找不到工作而變得沮喪。此時，葛瑞與經理人簽約，而且跟在夜總會工作的安柏開始約會，使湯米嫉妒不已；隨著葛瑞的試鏡失敗，他跟湯米分享他的挫敗感，湯米決定製作一齣電影讓他們在當中演出。
湯米編寫一部名為《房間》的劇本，電影講述由湯米飾演的銀行家強尼與他的未婚妻與挈友馬克的三角戀通俗劇。葛瑞在不情願下接受馬克的角色及製片人的榮譽。他們租下一個拍攝廠房；湯米堅持購買所有的生產設備，並同時以35毫米膠片和高清數碼標準拍攝－那是昂貴且不必要的措施。該公司的員工把湯米分別介紹給擔任電影攝影師和場記的拉斐爾和桑迪，拍攝順利地開始，但湯米很難與人合作，時常忘記他的台詞，經常遲到、還拒絕為劇組人員提供飲用水等基本需求，導致女演員一度昏倒。在準備性愛場面時，湯米透過當眾向劇組人員指出女演員的粉刺來羞辱她。湯米透過拍攝大量的幕後花絮片段而得知人人都討厭他，包括葛瑞在內，沒有人相信他的願景。
葛瑞跟安柏在咖啡店中巧遇《左右做人難》的男星布萊恩·科蘭斯顿，他邀請葛瑞參演該劇的一部分，而該部分需要留有鬍子；當葛瑞要為電影刮鬍子時，他懇求湯米延遲拍攝該戲份，卻遭湯米拒絕。在拍攝的最後一天，葛瑞斥責湯米在他們的友誼中是自私和表裡不一，並在衝出去之前質疑他的真實年齡和金錢起源。
八個月後，葛瑞跟安柏分手後在劇院裡工作，而湯米還是邀請葛瑞到他們《房間》電影的首映禮；令他驚訝的是，整個演員和劇組人員都出席。觀眾於電影的反應首先是驚恐，然後就是以捧腹大笑作回應。湯米發現到現在都沒有人理解他的笑點後，淚流滿面地走出去，然而葛瑞安慰他說他們讓觀眾對電影高興就足夠。隨著新的樂觀態度，湯米回歸劇院作謝幕，為他的「喜劇」電影謝幕，並獲得眾人起立鼓掌。
在真實的剪輯中，湯米及葛瑞一同出席《房間》的放映會，和標題卡指出該電影在其首次發布時取得1,800美元的收益，對比其報告的600萬美元的製作預算，但它已成為一部有利可圖的另類電影（湯米維持該片上映兩周才獲得競逐奧斯卡金像獎的資格）。湯米及葛瑞至今仍然是朋友，然而湯米的年齡、過去的經歷及資金來源仍然是一個謎。在片尾字幕前出現由《房間》的劇組人員於相同的場景中重演的並排對比。
在片尾彩蛋中，湯米正在跟一個經常參加派對的人對話（由真正的湯米本人演出），對方提出到外面閒逛，但遭到湯米拒絕。

## 演員
- 詹姆斯·法蘭科 飾 湯米·維索
- 戴夫·法蘭科 飾 葛瑞·賽斯特羅
- 塞斯·羅根 飾 山迪·史奎拉
- 喬許·哈契森 飾 菲利普·哈爾迪曼
- 柴克·艾弗隆 飾 丹·詹吉恩
- 艾莉·葛瑞那 飾 茱麗葉·丹妮爾
- 賈姬·威佛 飾 卡羅琳·敏諾特
- 漢尼拔·布瑞斯 飾 比爾·莫伊雷爾
- 安德魯·桑提諾（英语：Andrew Santino） 飾 史考特·福爾摩斯
- 愛莉森·布里 飾 安柏
- 莎朗·史東 飾 艾莉絲·波頓（英语：Iris Burton）
- 梅甘·马拉利 飾 賽斯特羅女士
- 休格·琳·貝爾（英语：Sugar Lyn Beard） 飾 邦妮塔·布德羅
- 克里斯多福·米茲-布拉斯（英语：Christopher Mintz-Plasse） 飾 希德
- 傑森·米歇爾（英语：Jason Mitchell (actor)） 飾 奈特
- 布雷特·吉尔曼 飾 演戲導師
- 凱西·威爾森（英语：Casey Wilson） 飾 選角導演
- 湯姆·法蘭科（英语：Tom Franco） 飾 卡爾
- 艾琳·卡明斯（英语：Erin Cummings） 飾 女客人
- 伊莉莎·庫柏（英语：Eliza Coupe） 飾 艾莉卡·蔡斯
- 查琳·易（英语：Charlyne Yi） 飾 蘇佛亞

其他名人客串包括布萊恩·克萊斯頓、札克·布瑞夫、J·J·亞柏拉罕、大衛·迪考提奧、麗茲·凱普蘭、克莉絲汀·貝爾、亞當·史考特、丹尼·麥布萊、凱特·阿普頓、凱文·史密斯、艾克·拜瑞豪茲和迪倫·明奈特。葛瑞·賽斯特羅在片中也以演員的身份客串，但其鏡頭都已被刪減。而湯米·維索則在片尾客串了亨利一角。

## 製作

### 發展

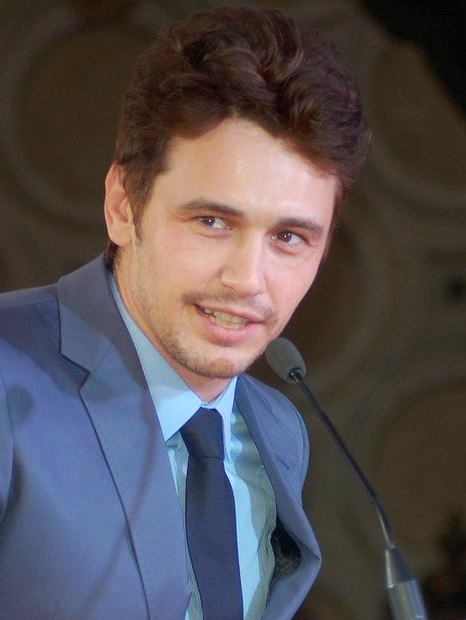
詹姆斯·法蘭科身兼電影的主演及導演。

2014年2月，塞斯·羅根的Point Grey Pictures宣布，該公司已買下了書籍《災難藝術家》的電影改編版權，並由詹姆斯·法蘭科執導兼主演湯米·維索，而他的弟弟戴夫·法蘭科則會飾演葛瑞·賽斯特羅。詹姆斯·法蘭科說，電影《大災難家》將是「《不羈夜》（1997年）和《世紀教主》（2012年）的結合。」2014年9月8日，宣布曾在《戀夏500日》（2009年）、《戀夏進行式》（2013年）與《生命中的美好缺憾》（2014年）合作的編劇史考特·諾伊史達特和麥可·H·偉柏將為本片撰寫劇本。《大災難家》的攝影由布蘭登·特羅斯特負責，他先前也曾在《大明星世界末日》（2013年）和《名嘴出任務》（2014年）中擔任攝影師。2016年4月，其片名改為《The Masterpiece》，但當電影宣布將在SXSW首映時，片名仍為《大災難家》。

### 選角
2014年6月，詹姆斯·法蘭科的弟弟戴夫·法蘭科將在片中飾演葛瑞·賽斯特羅。湯米·維索本人在受訪時也對此決定表示讚賞。在新線影業於2015年10月收購《大災難家》，其中長期與詹姆斯·法蘭科的製片人塞斯·羅根正在會談在片中飾演場記山迪·史奎拉一角。史奎拉本人對羅根在片中的詮釋感到擔憂，因為羅根並未與他接觸，儘管他提議坐下來討論這部電影。其他的主要演員在2015年12月初開拍前的幾天被透露，分別為飾演菲利普·哈爾迪曼的喬許·哈契森、飾演茱麗葉·丹妮爾的艾莉·葛瑞那、飾演卡羅琳·敏諾特的賈姬·威佛、飾演比爾·莫伊雷爾的漢尼拔·布瑞斯、飾演史考特·福爾摩斯的安德魯·桑提諾，以及飾演丹·詹吉恩的柴克·艾弗隆。2015年12月，凱特·阿普頓加入演出。在當時還是戴夫·法蘭科的未婚妻愛莉森·布里加入飾演賽斯特羅的女友。莎朗·史東在後來加入參演好萊塢人才中介艾莉絲·波頓。賽斯特羅於2016年1月宣布，布萊恩·克萊斯頓以不公開角色的方式加入演出，後於2016年11月宣布，他在片中將飾演他自己。

### 拍攝
主要攝影正式於2015年12月8日在洛杉磯開始進行。拍攝工作於2016年1月28日結束。

### 音樂
2016年8月，戴夫·波特被聘來為本片作曲配樂。

## 發行
本片於2017年3月12日在西南偏南首映。2017年5月，A24獲得了電影的美國發行權，並定於2017年12月1日有限上映，直至12月8日才會廣泛上映。華納兄弟影業則負責國際市場的發行。

### 評價
《大災難家》所獲得的評價以正面居多，並在西南偏南放映後獲得了觀眾們起立鼓掌。爛番茄基於255條評論，新鮮度高達92%，平均得分7.8／10。Metacritic獲得76的高分，代表「普遍好評」。
《The Playlist》的艾利克·奇爾得雷斯給了本片好評，並認為「這是詹姆斯·法蘭科自《127小時》的奧斯卡提名後的最佳表現，以及作為導演，很高興終於看到他擁抱舒適的喜劇圈，並足以作為勞勃·阿特曼的《超級大玩家》之競爭對手。」《綜藝》的彼得·迪布魯傑也給了電影正面的評價，「一個名副其實的歡樂才能，不論觀眾是否看過《房間》。」

### 票房
《大災難家》在限定的十九間戲院的首週賺取了120萬美元，當週票房排名第十二，平均每場6萬4254美元，為2017年的最高紀錄之一。該片在接下來的一週起廣泛上映，且將與《人生才開始》共同競爭，外界預估《大災難家》能從840間戲院中獲得500萬美元的票房。在美國廣泛上映的首週末，該片獲得了640萬美元，位居當週票房排名第四。下一週，儘管又增加了170間戲院放映，但卻只獲得了260萬美元，跌了59%且位居當週票房排名第八。

## 榮譽
| 獎項和提名              | 獎項和提名     | 獎項和提名                 | 獎項和提名                     | 獎項和提名 |
| 獎項                    | 頒發日期       | 類別                       | 得獎人或提名人                 | 結果       |
| ----------------------- | -------------- | -------------------------- | ------------------------------ | ---------- |
| 奧斯卡金像獎            | 2018年3月4日   | 最佳改編劇本               | 史考特·諾伊史達特、麥可·H·偉柏 | 提名       |
| 芝加哥影評人協會        | 2017年12月12日 | 最佳男主角                 | 詹姆斯·法蘭科                  | 提名       |
| 芝加哥影評人協會        | 2017年12月12日 | 最佳改編劇本               | 史考特·諾伊史達特、麥可·H·偉柏 | 提名       |
| 評論家選擇電影獎        | 2018年1月11日  | 最佳男主角                 | 詹姆斯·法蘭科                  | 提名       |
| 評論家選擇電影獎        | 2018年1月11日  | 最佳改編劇本               | 史考特·諾伊史達特、麥可·H·偉柏 | 提名       |
| 評論家選擇電影獎        | 2018年1月11日  | 最佳喜劇電影               | 《大災難家》                   | 提名       |
| 評論家選擇電影獎        | 2018年1月11日  | 喜劇類最佳男主角           | 詹姆斯·法蘭科                  | 獲獎       |
| 達拉斯—沃斯堡影評人協會 | 2017年12月13日 | 最佳男主角                 | 詹姆斯·法蘭科                  | 第二名     |
| 底特律影評人協會        | 2017年12月7日  | 最佳影片                   | 《大災難家》                   | 提名       |
| 底特律影評人協會        | 2017年12月7日  | 最佳男主角                 | 詹姆斯·法蘭科                  | 獲獎       |
| 金球獎                  | 2018年1月7日   | 最佳音樂及喜劇電影         | 《大災難家》                   | 提名       |
| 金球獎                  | 2018年1月7日   | 最佳音樂及喜劇類電影男主角 | 詹姆斯·法蘭科                  | 獲獎       |
| 哥譚獨立電影獎          | 2017年11月27日 | 最佳男主角                 | 詹姆斯·法蘭科                  | 獲獎       |
| 獨立精神獎              | 2018年3月3日   | 最佳男主角                 | 詹姆斯·法蘭科                  | 提名       |
| 好萊塢電影獎            | 2017年11月5日  | 好萊塢編劇獎               | 史考特·諾伊史達特、麥可·H·偉柏 | 獲獎       |
| 聖賽巴斯提安國際影展    | 2017年9月30日  | 金貝殼獎                   | 《大災難家》                   | 獲獎       |
| 聖賽巴斯提安國際影展    | 2017年9月30日  | Feroz Zinemaldia獎         | 《大災難家》                   | 獲獎       |
| 多倫多國際影展          | 2017年9月17日  | 觀眾票選獎：瘋狂午夜電影   | 《大災難家》                   | 第二名     |
| 國家評論協會            | 2018年1月9日   | 十大佳片                   | 《大災難家》                   | 獲獎       |
| 國家評論協會            | 2018年1月9日   | 最佳改編劇本               | 史考特·諾伊史達特、麥可·H·偉柏 | 獲獎       |
| 洛杉磯影評人協會        | 2018年1月12日  | 最佳男主角                 | 詹姆斯·法蘭科                  | 第二名     |
| 衛星獎                  | 2018年2月10日  | 最佳男主角                 | 詹姆斯·法蘭科                  | 提名       |
| 衛星獎                  | 2018年2月10日  | 最佳改編劇本               | 史考特·諾伊史達特、麥可·H·偉柏 | 獲獎       |

## 外部連結
- 互联网电影数据库（IMDb）上《大災難家》的资料（英文）
- 爛番茄上《大災難家》的資料（英文）
- AllMovie上《大災難家》的资料（英文）
- Box Office Mojo上《大災難家》的資料（英文）
- Metacritic上《大災難家》的資料（英文）
- 開眼電影網上《大災難家》的資料（繁體中文）
- 时光网上《大災難家》的資料（简体中文）
- 豆瓣电影上《大災難家》的資料 （简体中文）